# Izatin
Izatin (1H-indol-2,3-dion) je derivat indola. Ovo jedinjenje je otkriveno 1841. kao produkt oksidacije indigo boje azotnom i hromnom kiselinom. Jedinjenje je prisutno u mnogim biljkama, kao što su na primer Isatis tinctoria, Calanthe discolor i Couroupita guianensis.
Farmaceutska svojstva Šifovih baza izatina su istražena.
Izatin formira plavu boju (indofenin) ako se pomeša sa sumpornom kiselinom i sirovim benzenom. Dugo se smatralo da je formiranje indofenina reakcija sa benzenom. Viktor Mejer je izolovao supstancu odgovornu za ovu reakciju iz sirovog benzena. To novo heterociklično jedinjenje je tiofen.

## Literatura
- Hewawasam, P.; Meanwell, N. A. (1994). „A General Method for the Synthesis of Isatins”. Tetrahedron Letters. 35 (40): 7303—7306. doi:10.1016/0040-4039(94)85299-5.